# 塔尔维茨
塔尔维茨（德語：Thallwitz）是德国萨克森州的市镇，隶属于莱比锡县。总面积为53.1平方千米，截至2023年12月31日总人口为3,530人。